# Михайлівський заказник (Канівський район)
Миха́йлівський — ботанічний заказник місцевого значення в Україні. Розташований у Черкаському районі Черкаської області, біля села Михайлівка. 

## Опис
Заказник площею 21,0 га. Розташований у кв. 43 Михайлівського лісництва. Створено з метою охорони місця зростання вовчих ягід пахучих (Daphne cneorum L.), що занесені до Червоної книги України. 
Як об'єкт природно-заповідного фонду створено рішенням Черкаського облвиконкому від 11.03.1979 року № 136. Землекористувач або землевласник, у віданні якого перебуває заповідний об'єкт — ДП «Канівське лісове господарство».

## Галерея

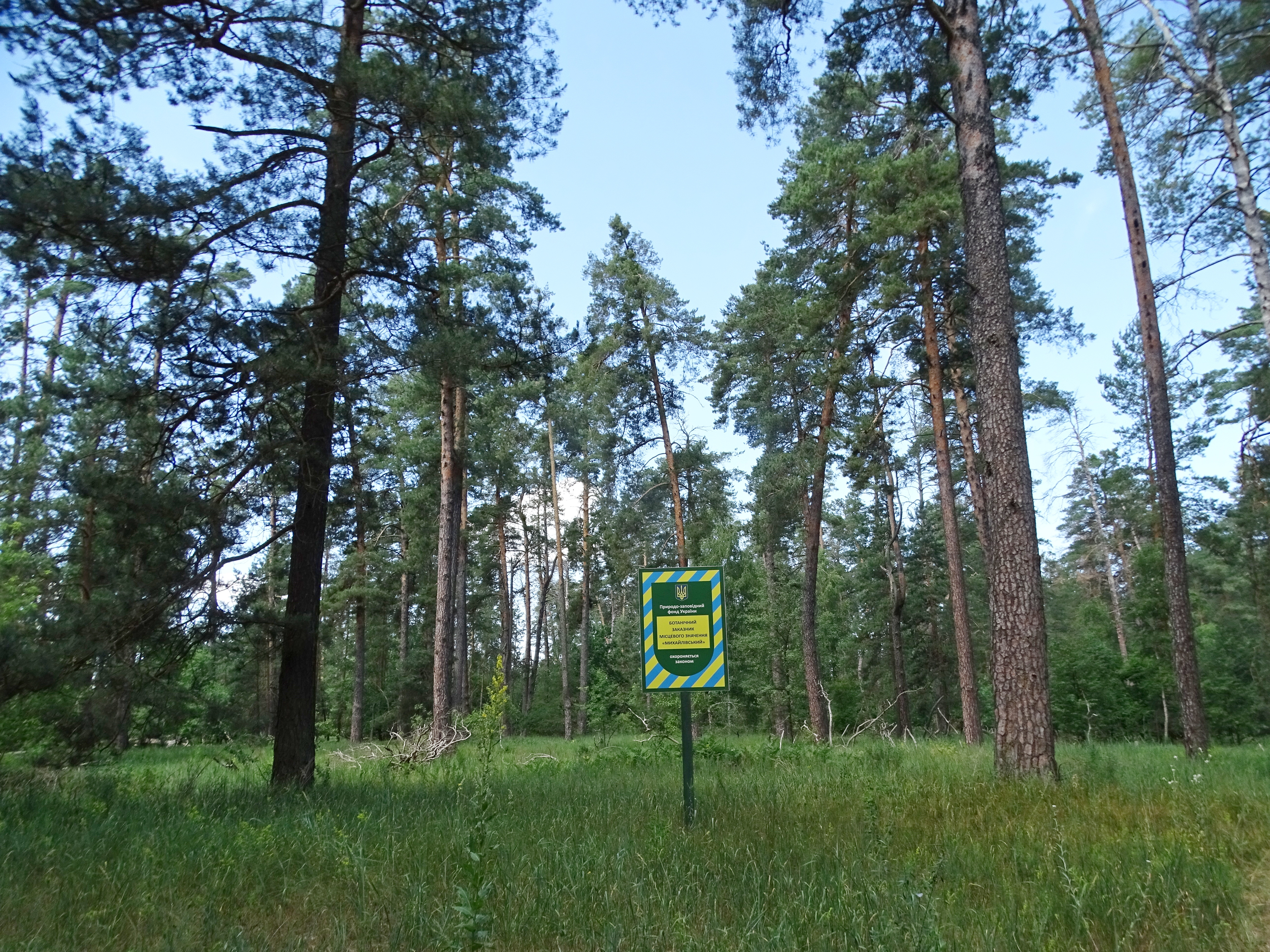
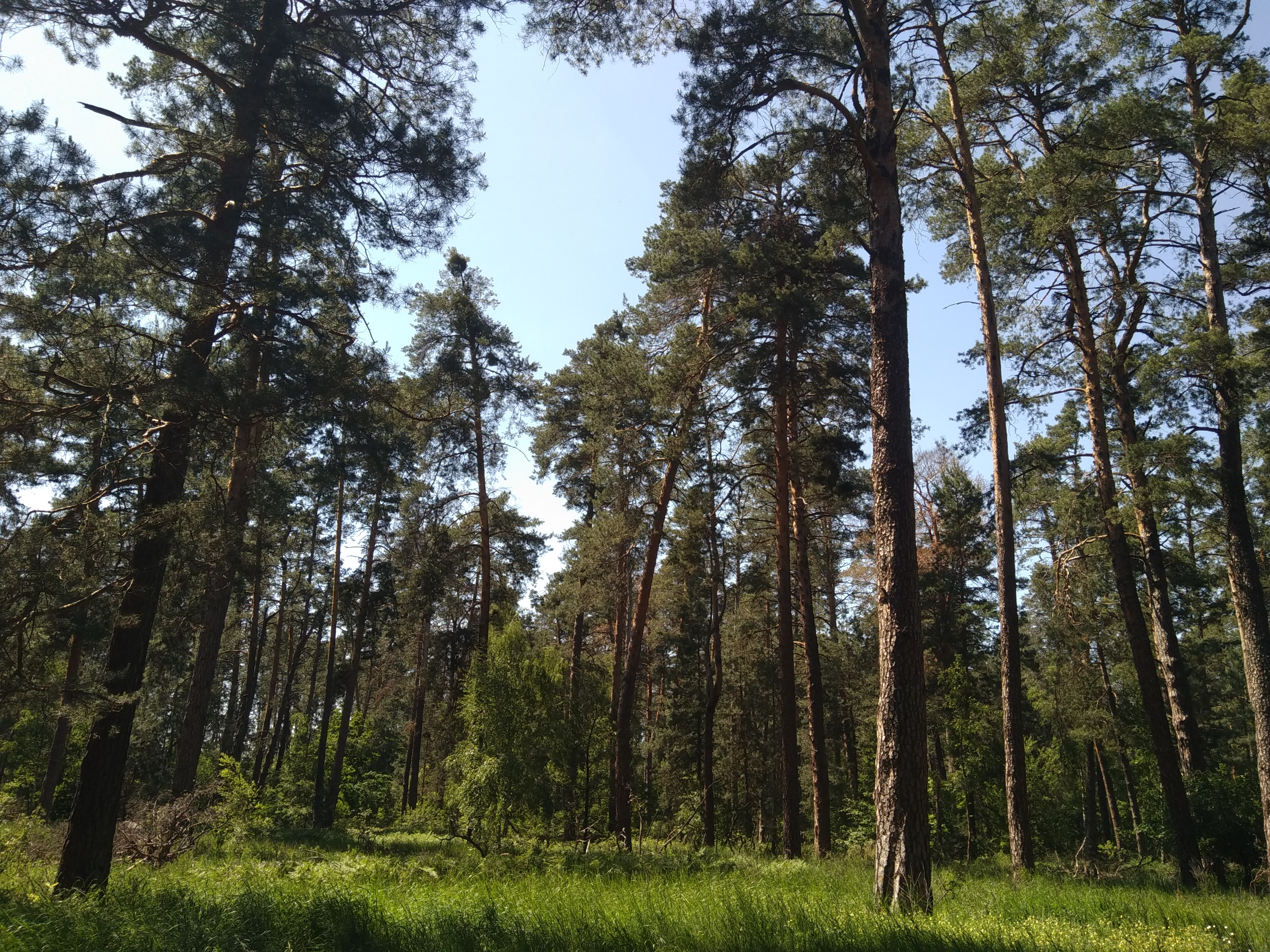
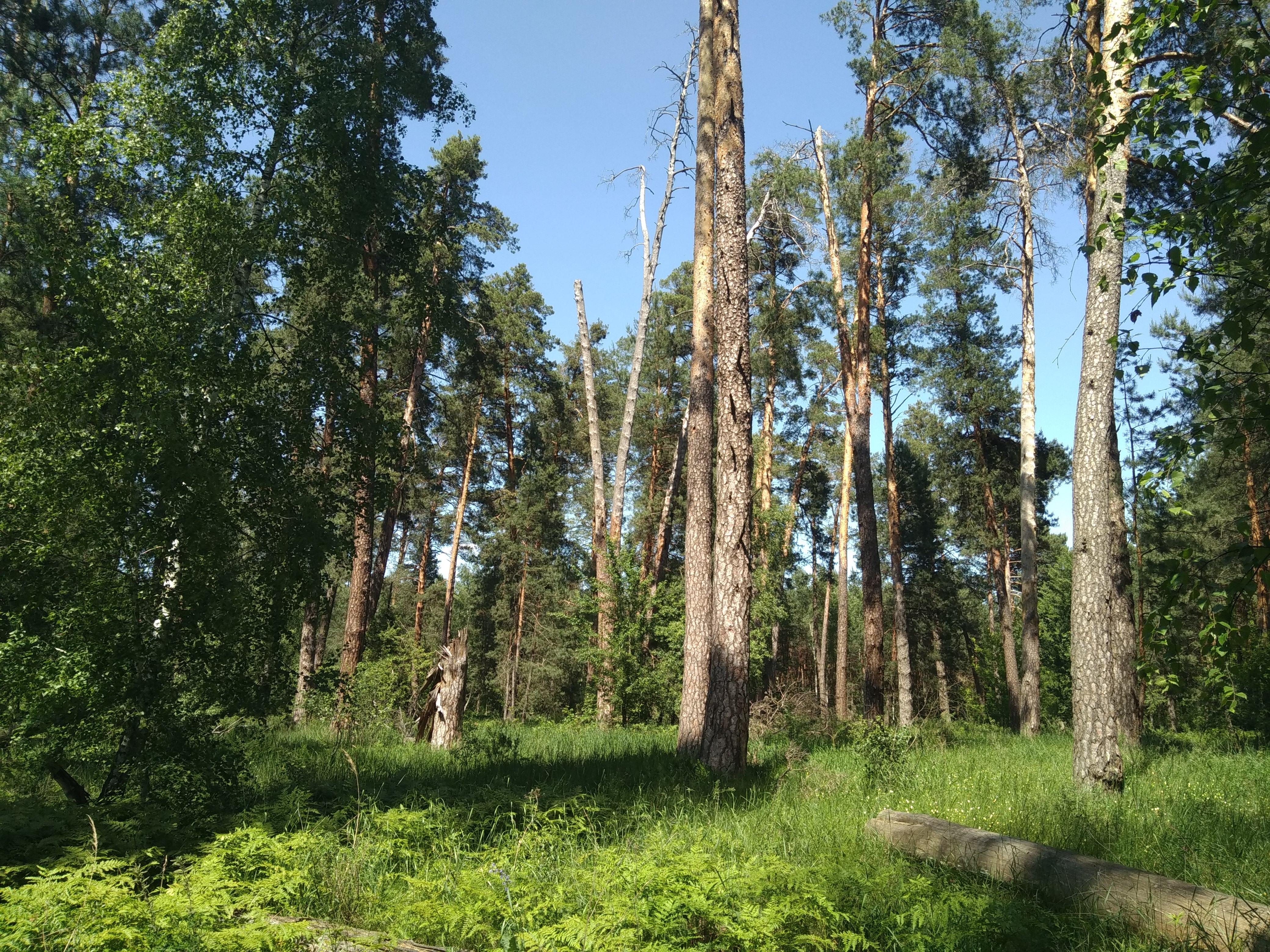
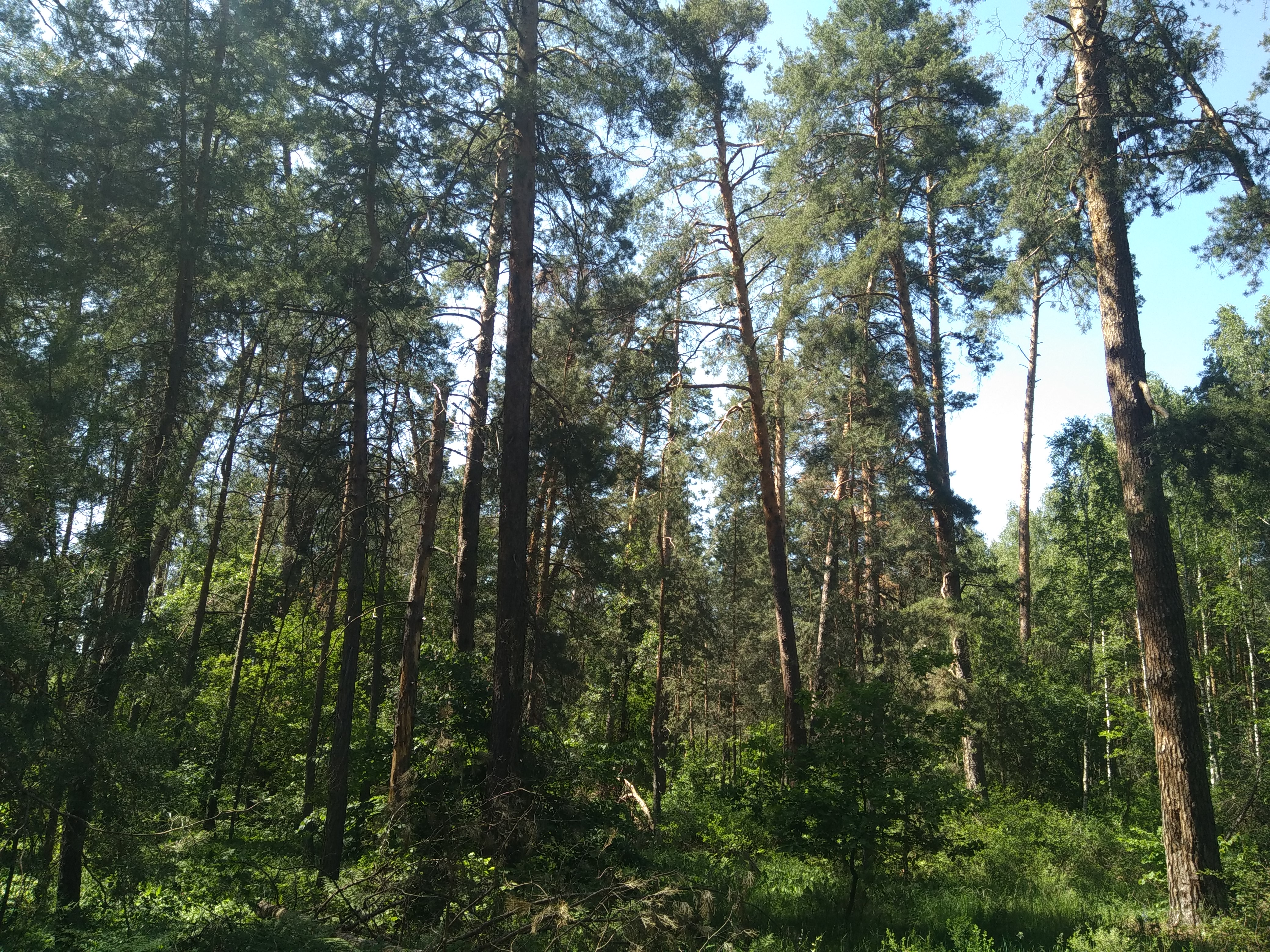
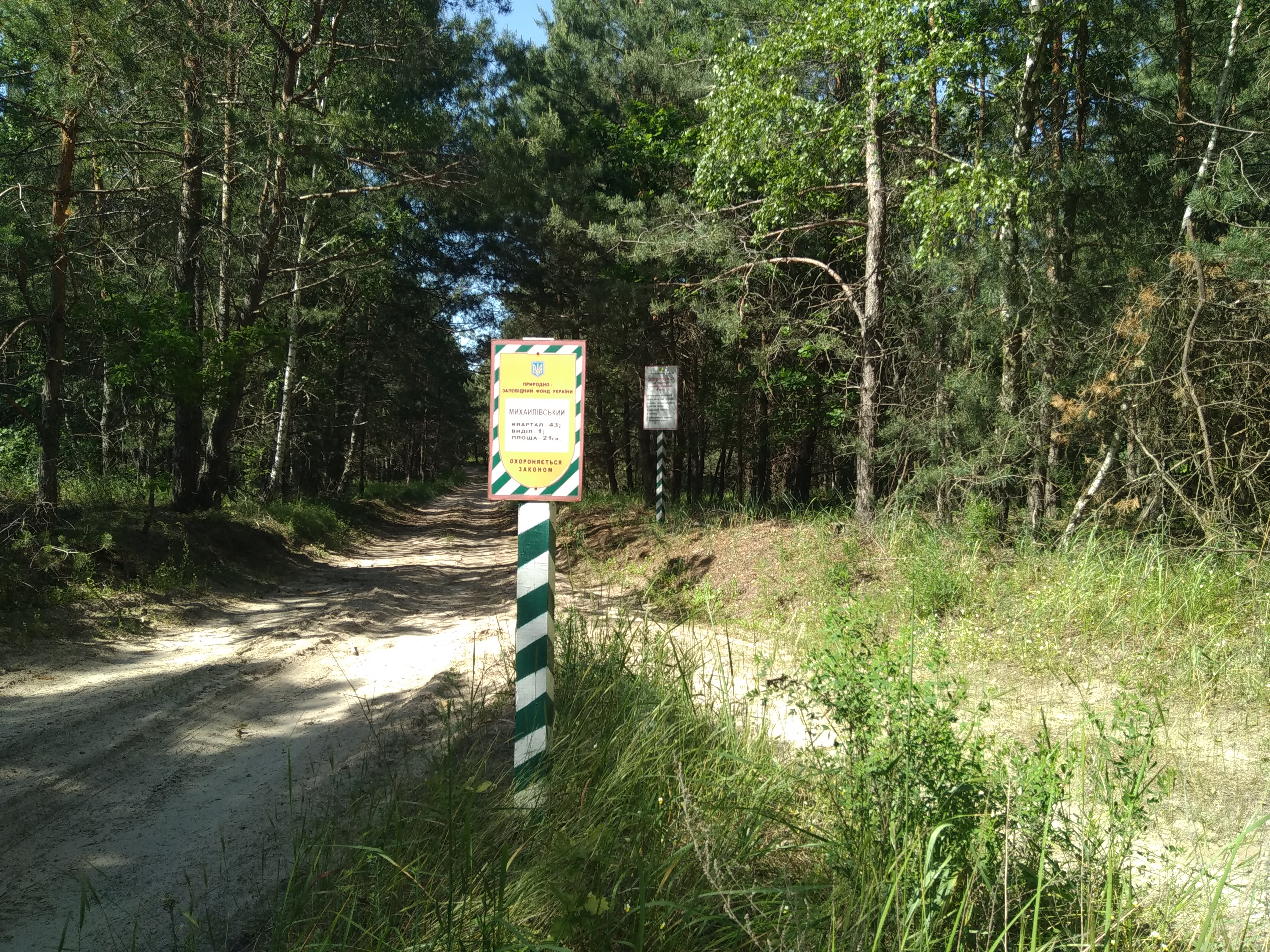
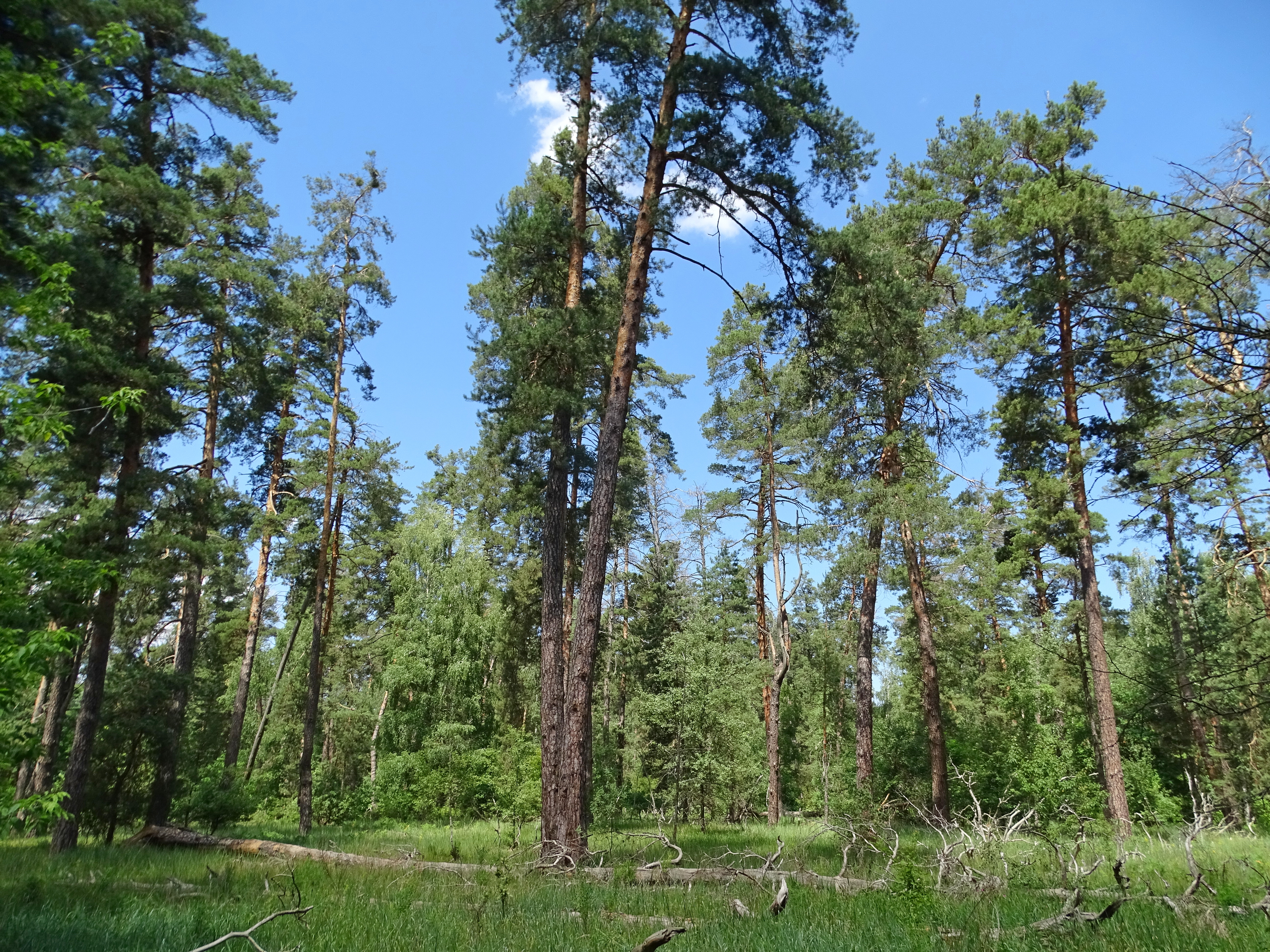
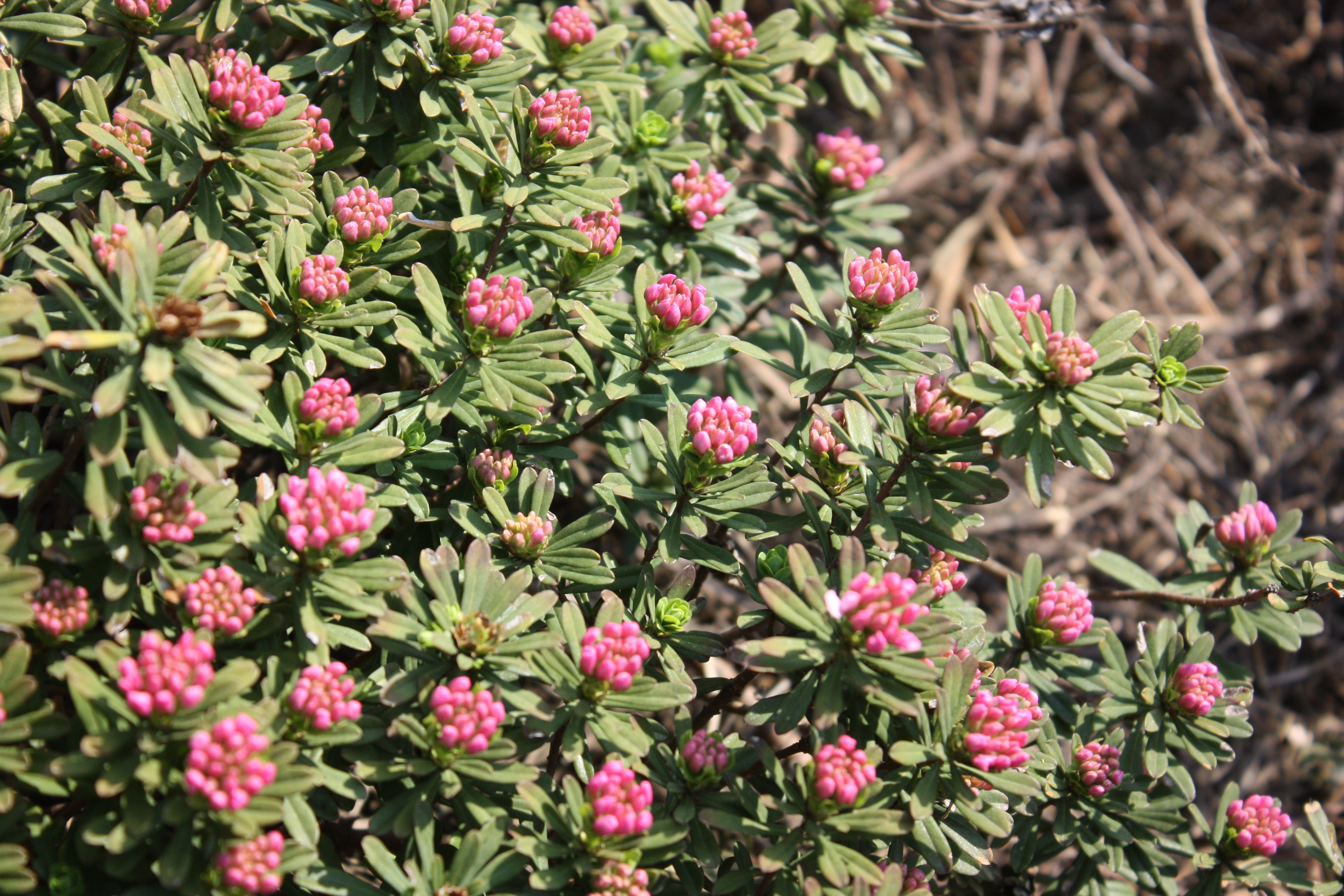
Об'єкт охорони — вовчі ягоди пахучі
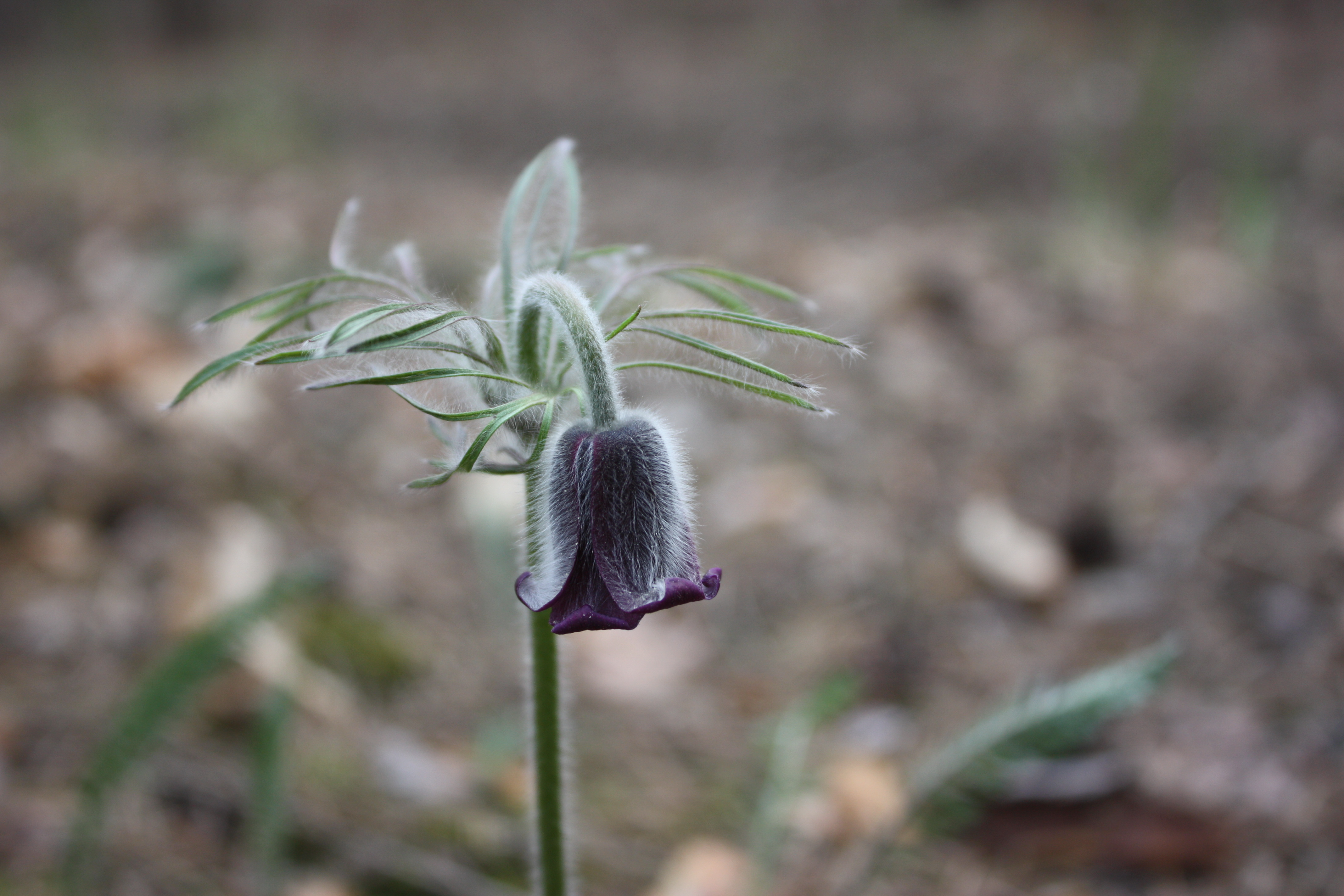
Сон лучний
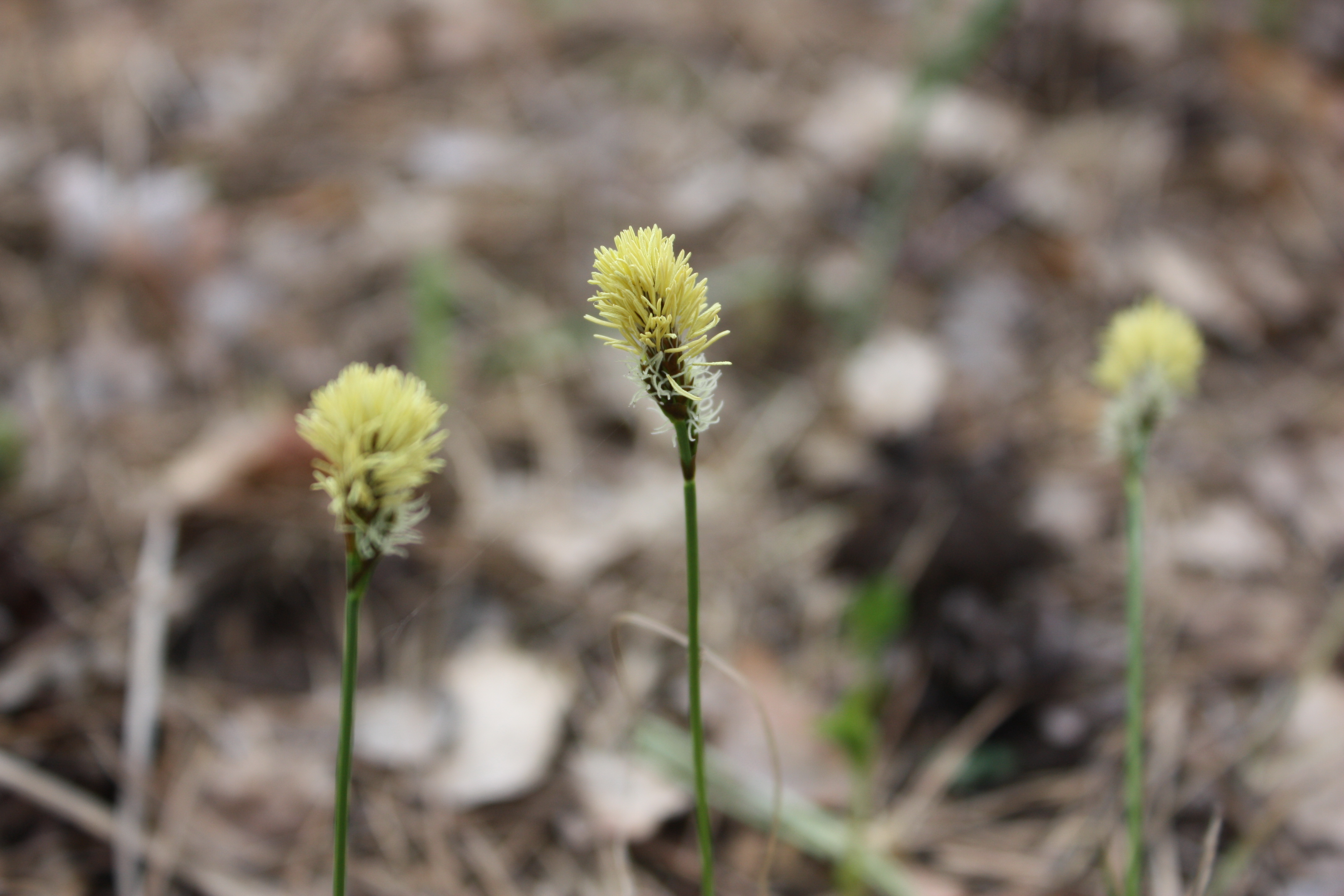
Осока вереснянкова